# 36 Pułk Piechoty Liniowej (Francja)
36 Pułk Piechoty Liniowej Wielkiej Armii – jeden z francuskich pułków piechoty okresu wojen napoleońskich. Wchodził w skład Wielkiej Armii Cesarstwa Francuskiego.

## Działania zbrojne
- 1805: Ulm i Austerlitz
- 1806: Jena
- 1807: Pruska Iława (Eylau) i Lidzbark Warmiński
- 1812: Alicante i Les Arapiles
- 1813: Kulm i Drezno
- 1815: Strasburg